# 47-й армійський корпус (Третій Рейх)
XXXXVII-й (47-й) армі́йський ко́рпус (нім. XXXXVII. Armeekorps) — армійський корпус Вермахту за часів Другої світової війни.

## Історія
XXXXVII-й армійський корпус був сформований 20 червня 1940 в 11-му військовому окрузі (нім. Wehrkreis XI) в Ганновері. 25 листопада 1940 корпус переформований на 47-й моторизований корпус.

## Райони бойових дій
- Німеччина (червень — листопад 1940).

## Командування

### Командири
- генерал артилерії Йоахим Лемелсен (нім. Joachim Lemelsen) (20 червня — 25 листопада 1940).

## Бойовий склад 47-го армійського корпусу
Формування управління, забезпечення та підтримки
- 130-те артилерійське командування (Arko 130),
- 447-ме управління корпусного постачання (Korps-Nachschubtruppen 447);
- 447-й корпусний батальйон зв'язку (Korps-Nachrichten-Abteilung 447);
- 447-й взвод фельджандармерії (Feldgendarmerie-Trupp 447);
- 447-й топографічний відділ корпусу (Korps-Kartenstelle 447).

- 17-та танкова дивізія (17. Panzer-Division);
- 18-та танкова дивізія (18. Panzer-Division);
- 29-та піхотна дивізія (29. Infanterie-Division).